# اليتون (تكساس)
اليتون (بالإنجليزية: Alleyton, Texas)‏ هي unincorporated community of the United States of America تقع في الولايات المتحدة في مقاطعة كولورادو (تكساس). يقدر عدد سكانها وترتفع عن سطح البحر 57.3 متر.